# Janos Graf Pejacsevich
János Graf Pejacsevich (* 3. Februar 1915 in Alag, Österreich-Ungarn; † 26. Mai 1982 in Gießen) war ein ungarisch-deutscher Amateurrennreiter
und Galoppertrainer.

## Leben
Ebenso wie sein Vater Albert Pejacsevich (1875–1941) war er zunächst Amateurrennreiter und dann als Galoppertrainer tätig.  Als Amateurrennreiter hat er 70 Rennen gewonnen. 1938 erwarb er die Trainerlizenz und trainierte unter anderen Zakariás Aperianov, der als erfolgreichster Jockey in Ungarn gilt. Während des ungarischen Volksaufstandes floh er mit einem Teil seiner Rennpferde nach Österreich. Im deutschen Rennsport war er allgemein als „Der Graf“ bekannt. 1956 betreute er unter anderem als Trainer die Pferde des Gestüts Röttgen.

## Erfolge
Seine größten Erfolge waren 1942 das Ungarische Derby mit Botton, in Österreich das Derby 1957 mit Utrillo, 1958 mit Hiob und 1965 mit Geck sowie 1959 das Deutsche Derby mit Uomo. Seit 1967 war der Graf Trainer auf der Galopprennbahn in Gelsenkirchen-Horst. Insgesamt wurden an die 800 Sieger von ihm trainiert. Im Alter von 67 Jahren verstarb er nach schwerer Krankheit. Sein dortiger Rennstall wurde von der erfolgreichen Amateurrennreiterin Helga Dewald weitergeführt.